# Haplobainosomatidae
Los haplobainosomátidos (Haplobainosomatidae) son una familia de milpiés. Sus 20 especies conocidas son endémicas de Europa.

## Géneros
Se reconocen los siguientes:
- Cantabrosoma Mauriès, 1970
- Galicisoma Mauriès, 2014
- Guadarramasoma Gilgado, Ledesma, Enghoff & Mauriès, 2017
- Haplobainosoma Verhoeff, 1899
- Pyreneosoma Mauriès, 1959
- Turdulisoma Mauriès, 1964